# Výprachtice (tvrz)
Výprachtice jsou zaniklé vrcholně středověké opevnění označované též jako tvrz. Nachází se na jihozápadním okraji Výprachtic v okrese Ústí nad Orlicí na ostrožně nad meandrem Moravské Sázavy. Opevnění bylo osídleno po krátkou dobu od poslední třetiny třináctého do čtrnáctého století a pravděpodobně souviselo s osidlováním okolní krajiny.

## Historie
O tvrzišti v lokalitě s pomístním jménem Na Zámku se nedochovaly žádné písemné zprávy. Ve zbytcích opevnění stával v devatenáctém století do konce roku 1870 hostinec. Samotná vesnice Výprachtice vznikla na konci třináctého století a první písemná zmínka o ní pochází z roku 1304. Archeologické nálezy umožnily datovat existenci opevnění do druhé poloviny třináctého až první poloviny čtrnáctého století. Vzhledem k nálezům železných hrotů šípů a požárové vrstvy s kusy mazanice je možné, že opevnění zaniklo při nějaké vojenské akci.

## Stavební podoba
Opevnění se nachází na ostrožně nad meandrem Moravské Sázavy. Jediným pozůstatkem fortifikace je příkop, který odděluje hrot ostrožny od okolního terénu a kterým vede nejspíše novodobá cesta. Na vrcholové plošině stojí dřevěná chata a u jižního okraje příkopu je patrný novověký sklep s částečně dochovanou valenou klenbou. Nadzemní pozůstatky staveb mohly být zničeny erozí. V jejich konstrukčních materiálech převládalo dřevo, ale je možné, že případné kamenné stavby byly rozebrány a použity při stavbě zaniklých novověkých usedlostí v bezprostředním sousedství.